# Danska västindiska kompaniet

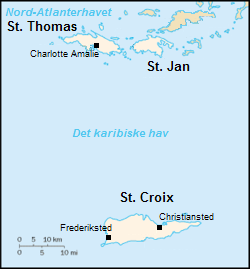
Karta över Danska Västindien.

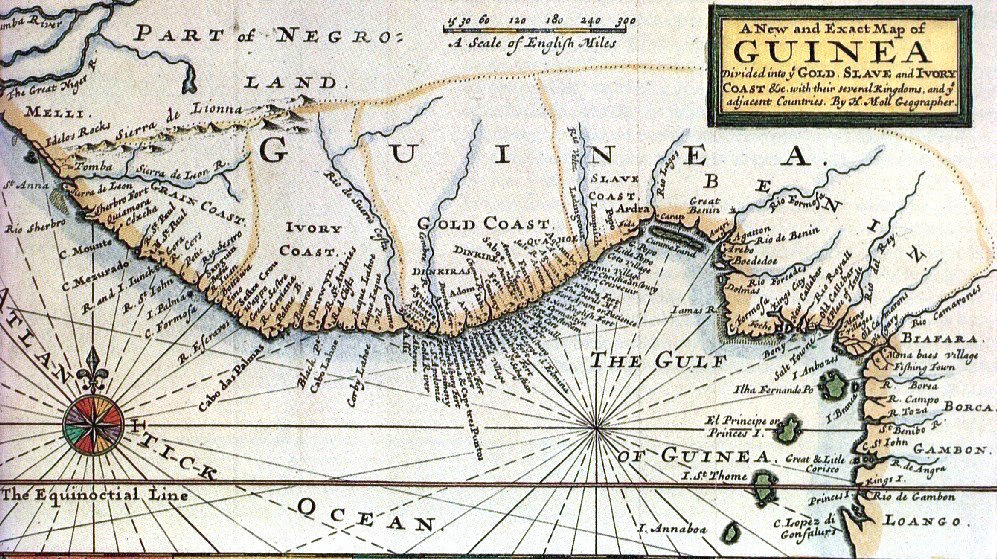
Karta med Danska Guinea.

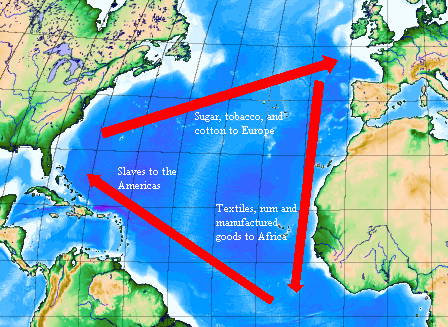
Triangelrutten.

Danska västindiska kompaniet, senare Västindiska-guineanska kompaniet (danska: Vestindisk Kompagni och Vestindisk-guineisk Kompagni) var ett danskt handelskompani grundat 1671 med syftet att bedriva handel i Västindien, där en dansk kolonisering inletts, och på västafrikanska Guineakusten, i synnerhet Guldkusten, där danska intressen funnits sedan slutet av 1650-talet. Man ägde och förvaltade några områden i Afrika och Västindien innan dessa 1754 övertogs av danska staten och då gjordes till officiella kolonier.

## Företaget
Danska Västindiska Kompaniet grundades den 11 mars 1671 i Köpenhamn av danska handelsmän, även Kristian V var en stor delägare. Målet var att utveckla handel med Karibiska havet och kompaniet erhöll ett handelsmonopol. Kungen tillhandahöll även fartyget "Færø" till den första resan mot Saint Thomas.
1672 etablerade Danska Västindiska Kompaniet en bas i Charlotte Amalie på Saint Thomas. Förvaltningsrätten utökades ensidigt med Saint John 1684, vilket dock ifrågasattes av Storbritannien och först 1718 gjordes ett officiellt fördrag mellan länderna. Saint Croix förvaltades tidigare av Compagnie des Indes Occidentales Françaises (Franska Västindiska kompaniet) och köptes 1733. Området kallas även Danska Västindien.
Från 1658 tillkom även områden kring Guineabukten (idag främst Ghana.) som kallades Danska Guldkusten och den 30 augusti 1680 ändrade kompaniet namnet till Vestindisk-guineisk Kompagni ("Västindiska-guineanska Kompaniet") med förvaltningsrätt för båda områden.
Handeln byggde på triangelhandeln: slavar från Afrika till Västindien, odlingsprodukter som tobak, bomull och framför allt sockerrör till Europa och handelsvaror till Afrika.

## Historia
Efter grundandet etablerades ett huvudkontor i Charlotte Amalie på Saint Thomas.
Den 27 januari 1658 intog Danmark stora delar av den svenska kolonin Cabo Corso och erövrade hela området 1663 som då införlivades i Danska Guldkusten. Handeln florerade och kompaniet gjorde goda vinster.
Den 24 augusti 1754 deklarerade den danska regeringen att kompaniet skulle övertas och den 28 november 1754 köptes kompaniet och ändrade namnet till Vestindisk-guineiske rente- og generaltoldkammer. Danska Västindien omvandlas till koloni och förvaltas från 1760 av Tullverket.
Verksamheten fortsatte under statlig kontroll men affärerna sköttes avsevärt sämre efter ombildningen. 1765 skapades nu även Det Guineiske kompagni för att upprätthålla handelsförbindelsen med Danska Guldkusten som redan 1750 omvandlades till koloni. Kompaniet erhöll visserligen förvaltningsrätten och fästningarna "Fort Christiansborg" och "Fort Fredensborg" som baser i området men fick aldrig något handelsmonopol som kompaniet haft tidigare.
Finanserna försämrades stadigt och Danmark återtog förvaltningen över området och fästningarna hösten 1775 för att slutligen upplösa kompaniet den 22 november 1776.